# 鄒泰 (弘治進士)
鄒泰（1461年—？），字以和，浙江紹興府餘姚縣人，民籍，明朝政治人物。

## 生平
成化二十二年（1486年）丙午科浙江鄉試第八十六名舉人。弘治九年（1496年）中式丙辰科會試第八十六名，三甲第一百二十五名進士。

## 家族
曾祖鄒餘洪；祖父鄒子宜；父鄒天爵，母錢氏。严侍下。